# Lacyr Dias de Andrade
Lacyr Dias de Andrade (Viçosa, 6 de abril de 1930) é um empresário e político brasileiro do estado de Minas Gerais.
Lacyr Andrade iniciou a carreira pública como vereador de Viçosa. Foi deputado estadual constituinte de Minas Gerais na 11ª legislatura (1989-1991), pelo PMDB.